# Naoki Hatada
Naoki Hatada (畑田 真輝 Hatada Naoki?), född 11 september 1990 i Chiba prefektur, är en japansk fotbollsspelare.
Hatada började sin karriär 2009 i Ventforet Kofu. Efter Ventforet Kofu spelade han för Blaublitz Akita, AC Nagano Parceiro och Gainare Tottori. Han avslutade karriären 2016.